# Euxoa declarata
Euxoa declarata (tên tiếng Anh: Clear Dart) là một loài bướm đêm thuộc họ Noctuidae. Nó được tìm thấy ở Ontario, Quebec, New Brunswick, Nova Scotia, đảo Prince Edward, British Columbia, Alberta, Saskatchewan, Yukon và Manitoba in Canada. It is found as far phía tây as miền trung Alaska. In Hoa Kỳ it is also found to Minnesota và North Carolina ở phía đông và Arizona, New Mexico và California in the west.
Sải cánh dài 31–37 mm. Con trưởng thành bay từ tháng 7 đến tháng 9. Có một lứa một năm.

## Phụ loài
- Euxoa declarata declarata
- Euxoa declarata californica (California)